# Benvenuto Cellini
Benvenuto Cellini (Firenca, 3. studenog 1500. – Firenca, 13. veljače 1571.) bio je talijanski zlatar, kipar, vojnik, glazbenik i pisac; jedan od najslavnijih umjetnika manirizma. 

## Životopis
Cellini je bio prava osobnost manirizma, tog nemirnog umjetničkog stila. Bio je oduvijek nemirna duha, seljakajući se iz mjesta u mjesto, često kako bi izbjegao mnoge tužbe. Bio je optužen za dva ubojstva u Rimu 1529. god. i imao je reputaciju nasilne osobe. Radio je u Firenci, Rimu i Parizu kao dvorski zlatar Cosima Medicija, papa i francuskog kralja Franju I.
Majstor je sitnih zlatarskih predmeta od kojih se malo sačuvalo. Harmonično spajanje likova i ukras čine ga prvim zlatarom njegova doba. 
Godine 1558. se zaredio za svećenika, ali se ubrzo odrekao zavjeta i oženio majku svoja dva sina. Svoj burni život ispunjen ubojstvima, krađama, zavišću, bježanjem iz grada u grad i dugogodišnjim tamnovanjem, Cellini je opisao u autobiografiji „Moj život”. Ovo djelo postalo je važno za poznavanje kulturne povijesti kasne renesanse. Djelo je napisao u svojoj 58. godini u kućnom pritvoru zbog sodomije. Njegov plameni način života, koji opisuje u svojoj autobiografiji, uključuje homoseksualnost, biseksualnost i epizode transvestitivnosti.

## Djela
Cellini je njegovao stilski renesansni izraz, ali lijevo|se u njegovom radu javljaju jasna obilježja manirizma i nemirni oblici ranoga baroka. 
Za francuskog kralja Franju I. Izradio je zlatnu, obogaćenu emajliranim detaljima, Solnicu s likovima Posejdona (kao bog mora, on je simbol soli) i božice Geje (kao božica Zemlje, ona je simbol papra) na postolju bogatom reljefima. Za kralja Franju I. izradio je i Nimfu iz Fontainableaua. 
Kao dvorski zlatar i kipar radio je skulpture za Cosima Medicija u Firenci (Perzej s Meduzinom glavom; Cosimo I. Medici itd.) i rimske pape. Malo je njegovih radova u mramoru kao što su: Narcis, te Apolon i Hijacint.
Bavio se i medaljerstvom (Pietro Bembo), rezao matrice za kovanje novca, ali i napisao Dvije rasprave o zlatarstvu i kiparstvu (1568.).
- Medalja Franje I.
- Nimfa iz Fontainebleaua
- Leda i labud
- Raspelo iz El Escoriala
- Medalja pape Klementa VII. (1534.)

## Vanjske poveznice
- Homoerotična djela u Androphile kolekciji slika.  Arhivirana inačica izvorne stranice od 31. kolovoza 2008. (Wayback Machine)
- Za poslušati na mobilni telefon - Cellinijeva autobiografija.
- Djela Benvenuto Cellini na Projekt Gutenbergu
- Još slika.